# Тримкість
Три́мкість — здатність елемента конструкції витримувати постійну чи тимчасову навантагу, зокрема й навантагу від інших частин конструкції, не втрачаючи працездатності.

## Загальна характеристика
Три́мкість — величина стискального навантаження (навантаги), під дією якого в об'єктах (конструкціях, закріпах, деталях, гірських породах тощо) виникають умови граничного стану.
У деяких джерелах трапляються назви поняття «несна здатність», «несуча здатність», що є калькуванням з російської. На сьогодні офіційною термінологією, що визначає ці поняття, є — «тримальна здатність», «тримкість», «несівна здатність».